# Мисс Беларусь-2004
Финал конкурса Мисс Белоруссия в 2004 году проходил во Дворце Республики.

## Результаты
| Результат          | Участница                   |
| ------------------ | --------------------------- |
| Мисс Беларусь 2004 | - Полоцк — Ольга Антропова  |
| 1 Вице-Мисс        | - Брест — Ольга Герасимович |
| 2 Вице-Мисс        | - Минск — Ольга Куришко     |

## Специальные номинации
| Номинация       | Участница                         |
| --------------- | --------------------------------- |
| Мисс Фото       | - Минск — Елена Аладко            |
| Мисс Очарование | - Витебская область — Ирина Кучко |

## Главный приз
Главным призом является корона, изготовленная с использованием 100 граммов белого золота 585-й пробы и около полутысячи драгоценных и полудрагоценных камней. Кроме того Мисс Белоруссия получила денежный приз $5000 и право представлять страну на международных конкурсах красоты, в том числе на конкурсе Мисс Мира.